# Limp Bizkit

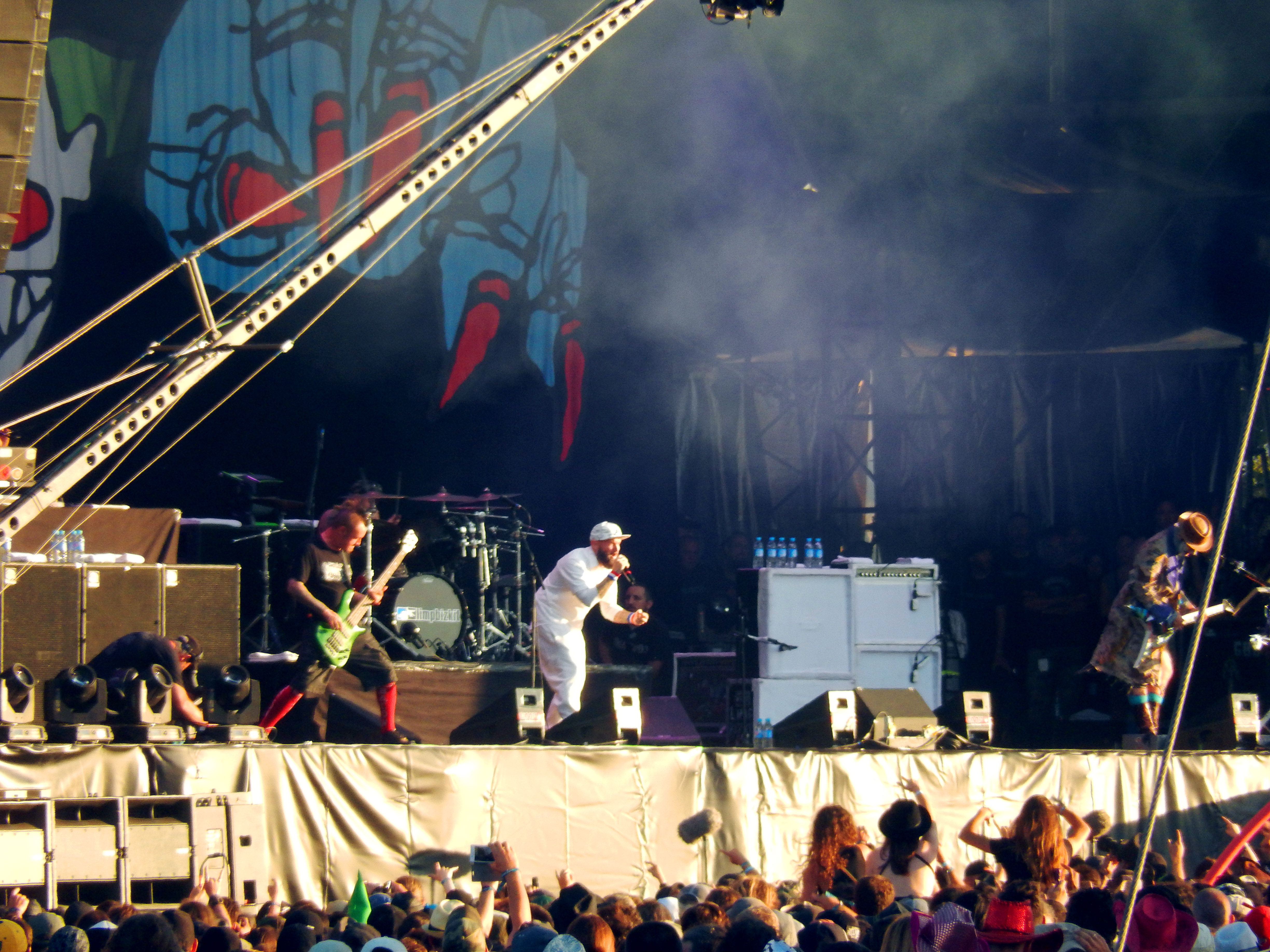
Limp Bizkit au Hellfest 2015

Limp Bizkit est un groupe de nu metal américain, originaire de Jacksonville, en Floride. Grand représentant du nu metal de par son mélange entre rap et metal, le groupe définit néanmoins sa musique comme étant du « pimp-rock ». En 2010, Limp Bizkit dénombre 35 millions d'albums vendus à travers le monde. Le nom du groupe est une déformation de Limp Biscuit (littéralement « Biscuit mou »).

## Biographie

### Formation et premières démos (1994-1996)
Limp Bizkit est créé en 1994 à Jacksonville, en Floride, par Fred Durst, un fils de policier, et Sam Rivers. Sam présente à Fred son cousin John Otto qui prend le rôle de batteur. Rob Waters est, quant à lui, recruté au poste de guitariste. Le groupe sort dans le courant de l'année suivante une première démo cassette intitulée Mental Aquaducts. Rob Waters quitte le groupe peu de temps après. Terry Balsamo (futur Cold puis Evanescence) prendra le poste de guitariste pendant quelque temps avant de s'en aller à son tour. C'est Wes Borland qui sera finalement le guitariste du groupe.
Lors du passage de Korn à Jacksonville en 1995, le bassiste du groupe, Fieldy, se fait tatouer par Durst, qui gagne alors sa vie comme tatoueur, et une amitié naît entre les deux. Lors du passage suivant du groupe dans la région, Fieldy repart avec une maquette qu'il trouve si impressionnante, qu'il la remet au réalisateur Ross Robinson. Grâce principalement au bouche-à-oreille, le groupe est choisi pour assurer la première partie de la tournée d'adieu de House of Pain qui met aussi en vedette Deftones. Dans le courant de l'année 1996, ils enregistrent une seconde démo dont les morceaux serviront de base à leur futur premier album. Peu de temps après, DJ Lethal (House of Pain) viendra compléter la formation.

### Three Dollar Bill, Y'all $(1997-1998)
Leur premier album, Three Dollar Bill, Yall$, est commercialisé en 1997. Le groupe a sorti trois singles dont Counterfeit, Sour ainsi qu'une reprise en version nu metal de Faith, une chanson de George Michael. Ce premier album est un mélange de rap, de metal et punk oscillant avec le grunge au niveau de la qualité sonore (saturation des riffs et accentuation des sons « sales » de la guitare et de la basse : Sour, Pollution…). L'album rencontre un faible succès lors de sa première année de commercialisation (seulement 250 000 exemplaires vendus)[réf. nécessaire]. Mais grâce à une tournée conséquente en première partie de Primus, Faith No More et Deftones, puis en tête d'affiche, les ventes de l'album décolleront l'année suivante, avec le single Faith qui rencontrera un succès honorable, et participe à lancer le mouvement nu metal à la fin des années 1990. Après avoir participé à la tournée Family Values avec Korn, Limp Bizkit repart en studio.

### Significant Other(1999-2000)

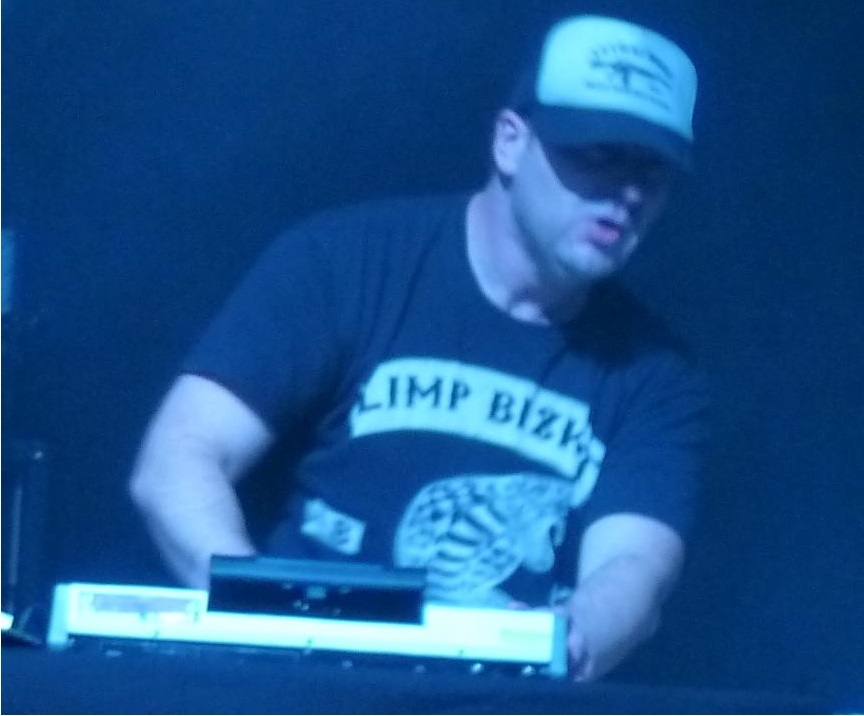
Depuis Significant Other (1999), DJ Lethal s'occupe désormais du design sonore dans le groupe.

Le deuxième opus s’intitule Significant Other et est fortement influencé par le hip-hop. Il est construit dans une optique plus commerciale que le précédent, avec une série de titres accrocheurs destinés à élargir leur public. Les singles Break Stuff, Nookie, Re Arranged et N'2 Gether Now propulsent l'album numéro 1 du Billboard 200, s’écoulant ainsi à plus de 14 millions d’exemplaires. L'album contient un morceau produit par le DJ Premier avec Method Man (N' 2 Gether Now' ), ou encore une apparition de Jonathan Davis (Korn) dans Nobody Like You et de Aaron Lewis (du groupe Staind), qui fait les chœurs sur No sex. Serj Tankian (System of a Down) devait apparaître sur Don't Go Off Wandering, mais ses prises ne seront pas retenues. Dans le clip vidéo de Nookie, la scène finale de l'arrestation de Fred Durst a réellement eu lieu, car la vidéo était tournée dans un lieu public et sans autorisation. Dans le clip de Break Stuff apparaissent Snoop Dogg, Eminem, Dr. Dre, Jonathan Davis de Korn et même Pauly Shore. Cet album a « ouvert » l'approche du nu metal avec son flow et ses sonorités hip-hop, ses scratches et ambiances, et ses riffs de nu metal basiques. La même année, le groupe se produit au fameux festival Woodstock 1999 devant près de 200 000 personnes. Durant leur performance, des violences éclatent dans le public, faisant plusieurs blessés. Cet incident nuira à la popularité du groupe.

### Chocolate Starfish and the Hot-Dog Flavored Water(2000-2001)
En 2000, le groupe sort Chocolate Starfish and the Hot-Dog Flavored Water, son troisième album. Les singles My Generation, Take a Look Around (issu de la bande son de Mission impossible 2), My Way et surtout Rollin' font à nouveau succès et l'album s'écoule à plus d'un million de copies en une semaine. Les ventes finales avoisinent les 12 millions d'albums vendus. L'accueil critique est cette fois très réservé. Dans le clip de Rollin', Ben Stiller et Stephen Dorff ont été inclus. La chanson Rollin' est par ailleurs le thème d'entrée de The Undertaker lorsqu'il entrait sur scène à moto dans l'arène de la WWE. Le groupe chante en live Rollin' lors de Wrestlemania XIX pour l'entrée de l'Undertaker. La chanson My Way était le thème officiel du pay-per-view de la WWE, Wrestlemania X-Seven.
En 2001, lors d'un concert en Australie, une jeune trouvera la mort par asphyxie, écrasée dans les mouvements de foule. Fred Durst sera alors accusé de n'avoir aucun contrôle sur le public durant ses concerts et la popularité du groupe sera encore entamée. Peu après la fin de la tournée Chocolate Starfish, Wes Borland, guitariste emblématique du groupe décide de quitter Limp Bizkit. Le groupe composera par la suite un album sans guitare qui sera abandonné à l'arrivée du guitariste Mike Smith, ancien membre du groupe Snot.
Entre-temps, la sortie d'un DVD est envisagée pour 2002, mais le projet est finalement abandonné.

### Results May Vary(2001-2003)
Dans le quatrième album du groupe, intitulé Results May Vary, Limp Bizkit utilise le nom Limpbizkit, en un seul mot pour son logo. Cet album expose plusieurs styles de musiques, avec quelques ballades dont la reprise des Who - utilisée pour le film Gothika - Behind Blue Eyes, commercialisé avant Eat you alive, quelques mois avant la sortie de l'album. Il contient également un duo avec Snoop Dogg dans Red light / Green light. L'album est violement attaqué par la critique, et il devient le troisième album le moins bien noté par les critiques de l'histoire. Les ventes de l'album sont aussi très mitigées, malgré le succès des singles Eat You Alive et Behind Blue Eyes. Results May Vary est publié le 23 septembre 2003 et a été mal accueilli par l'ensemble des critiques.

### Retour de Borland,The Unquestionable Truth (Part. 1)et pause (2004-2005)
En août 2004, Wes Borland réintègre le groupe ; Mike Smith lui, le quitte. Les autres membres du groupe affirment cependant qu'ils ont été très heureux de jouer avec lui. Un album composé de sept titres est commercialisé le 3 mai 2005, intitulé The Unquestionable Truth (Part. 1), il est plus sombre et plus heavy que les autres, les textes rappellent ceux de Three Dollar Bill, y'all $ avec plus d'auto-critiques et un regard plus sérieux sur la société actuelle. The Unquestionable Truth (Part 1) s'est vendu à plus d'un million d'exemplaires dans le monde, et a atteint la 24e place au classement Billboard 200,. Fred Durst déclare avoir été fortement affecté par la musique de Rage Against the Machine pour écrire ces nouvelles chansons[réf. nécessaire]. The Unquestionable Truth est censé être une trilogie. Le single The Truth n'a pas de clip officiel diffusé sur les chaînes télévisées, mais dispose d'un vidéo clip trouvable sur le web. L'album n'a pas eu de publicité ou très peu car seuls le net et quelques magazines en ont parlé, c'est le désir du groupe lui-même de ne pas avoir fait les choses « en grand » comme pour les quatre précédents albums (incluant l'album remix, pas le premier LP). Le 8 novembre 2005, Limp Bizkit commercialise un best of contenant trois chansons inédites : Why?, Lean on Me et Home Sweet Home / Bittersweet Symphony[réf. nécessaire].

### Reformation etGold Cobra(2009-2012)
En 2008, des rumeurs parlent d'un retour de Limp Bizkit pour une tournée mondiale. Des photos sont dévoilées sur internet, sur lesquelles John Otto et Sam Rivers répètent avec Terry Balsamo (Evanescence) à la guitare. Fin 2008, Sam confirme que le groupe est de retour pour un sixième album studio. Le 21 février 2009, le retour de Limp Bizkit est officiellement annoncé avec Wes Borland à la guitare. Une tournée européenne est organisée pour l'année 2009, et une mondiale pour l'année 2010. Durst annonce qu'ils ont commencé l'enregistrement de leur nouvel album, que Borland a intitulé Gold Cobra,. Lors d'une interview de Fred Durst et de Wes Borland au Sonisphere 2009, l'entrée en studio est annoncée pour le mois d'août. Leur sixième album, intitulé Gold Cobra, est commercialisé le 28 juin 2011. Les critiques sont plutôt positives et l'album s'écoule à 85 000 copies dans le monde la semaine de sa sortie. Une tournée mondiale suit la sortie de l'album.
En février 2012, le groupe retourne en Australie pour la première fois depuis onze ans, pour jouer dans la tournée Soundwave. Ce retour en Australie a été critiqué par les médias.

### Cash Money, départ et retour de DJ Lethal, attente du nouvel album (2012-2021)
Dans une interview du mois d'août 2011, Wes Borland parle du futur septième album : « Le nouvel album sonnera comme Bring it Back ». Le 24 février 2012, Limp Bizkit signe chez Cash Money Records, le label de musique dirigé par Birdman, et prévoit de sortir par la suite un nouveau single, Ready to Go, un EP intitulé The Unquestionable Truth (Part. 2), et un nouvel album intitulé Stampede of the Disco Elephants,. À la suite d'une dispute entre Durst et deux autres membres du groupe, Lethal et Otto, à propos d'une prétendue consommation chronique de drogues et d'alcool, DJ Lethal quitte le groupe avec une forte animosité en mai 2012. Le 11 octobre 2012, DJ Lethal a présenté ses excuses aux autres membres du groupe, bien que son retour ne soit pas encore accepté. Le 26 octobre 2012, il est annoncé sur le compte Twitter officiel de Fred Durst qu'une vidéo du premier single de Cash Money, Ready to Go avec Lil Wayne, était en train d'être tournée. Le 8 novembre 2012, le groupe annonce via sa page Facebook que l'enregistrement du nouvel album avait commencé et que trois nouvelles chansons étaient déjà prêtes. Le groupe est en studio pour l'enregistrement de leur septième album, Stampede of the Disco Elephants, avec le producteur Ross Robinson, qui a déjà produit le premier album groupe, Three Dollar Bill, Yall$. La sortie de l'album est prévue pour le courant de l'année 2013.
Le 23 mars 2013, le premier single de l'album, Ready to Go, est mis en ligne sur le site limpbizkit.com. En avril 2013, le groupe annonce 34 dates de tournées, dont 25 aux États-Unis. La tournée se fera sans DJ Lethal. En octobre 2014, Fred Durst révèle le départ du groupe de Cash Money, et devient de nouveau indépendant. Cette séparation s'est faite d'un commun accord.
Le groupe se lance en 2015 avec Stampede of the Disco Elephants en fin de production. Cependant, aucune date de sortie n'est prévue en date de 2016. Plus tard, le groupe annonce sa tournée appelée Money Sucks, une tournée russe en 20 dates entre octobre et novembre, célébrant le vingtième anniversaire de Limp Bizkit. Le nom de la tournée s'inspire des difficultés financières que traversait la Russie à cette période,.
Limp Bizkit participe au ShipRocked 2015 entre le 2 et le 6 février 2016, aux côtés notamment de Chevelle, Black Label Society, P.O.D., et Sevendust. Avant la traversée du groupe en Europe pour quelques concerts, et la tournée russe Money Sucks, Sam Rivers souffre d'une maladie dégénérative ayant affectée les disques de sa colonne vertébrale, causant des douleurs à certains endroits qui l'empêcheront de jouer avec Limp Bizkit. Il est remplacé à la basse par Samuel Gerhard Mpungu.
À cause de nombreux retards liés à l'album Stampede, Wes explique que Fred n'est pas satisfait de ce qui a été fait.
En août 2021, pendant un concert sur la scène principale du festival Lollapalooza à Chicago, le groupe présente un nouveau titre intitulé Dad Vibes. Peu de temps après, les musiciens annulent la fin de leur tournée « pour la sécurité du groupe et de ses fans », après que l'un des membres a contracté le Covid-19.

### STILL SUCKS(depuis 2021)
Le 21 octobre 2021, Fred Durst publie un sondage sur Instagram dans lequel il demande à ses fans s'ils souhaitent que le nouvel album du groupe sorte pour Halloween ou s'ils préfèrent que de nouveaux morceaux soient dévoilés progressivement. Quelques jours plus tard, Wes Borland confirme la sortie de l'album pour le week-end de Halloween. L'album, intitulé STILL SUCKS, est finalement publié le 31 octobre 2021,. L'album n'est disponible qu'en format numérique, sans sortie physique au format cd ou vinyle.

## Membres

### Membres actuels
- Fred Durst – chant (1994-2006, depuis 2009)
- John Otto – batterie (1994-2006, depuis 2009)
- Sam Rivers – basse (1994–2006, 2009–2015, depuis 2018)
- Wes Borland – guitare (1995–1997, 1997–2001, 2004-2006, depuis 2009)
- DJ Lethal – samples, scratches (1996–2006, 2009–2012, 2012,  depuis 2018)

### Anciens membres
- Rob Waters – guitare (1994-1995 décédé en 2018)
- Terry Balsamo – guitare (brièvement en 1995)
- Mike Smith – guitare (2002-2004)

### Membres additionnels pour les concerts
- Brian Welch – guitare (2003)
- Nick Annis - guitare (2015)
- Samuel G. Mpungu – basse (2015-2017, 2018)
- Tsuzumi Okai – basse (2018)
- Brandon Pertzborn – batterie (2021)
- DJ Skeletor " Franko Carino" – scratches, samples (2012-2018)[37]
- Danny Connell – basse (2023)

### Membres additionnels pour le studio
- Scott Borland – samples (1996-2001)
- Elvis Baskette – guitare (Results May Vary)
- Sammy Siegler – batterie (The Unquestionable Truth (Part. 1))

## Discographie

### Clips
- Counterfeit (1997)
- Sour (1998)
- Faith (1998)
- Nookie (1999)
- Re-Arranged (1999)
- N 2 Gether Now  (ft. Method Man) (1999)
- Break Stuff (2000)
- Take A Look Around (2000)
- Rollin' (Air Raid Vehicle) (2000)
- My Generation (2000)
- My Way (2001)
- Boiler (2001)
- My Way  (William Orbit Remix) (2001)
- Faith / Fame Remix (ft. Everlast) (2001)
- Counterfeit (Lethal Dose Remix) (2001)
- Re-Arranged  (Timbaland Remix) (ft. Bubba Sparxxx) (2001)
- N 2 Gether Now  (Neptunes Remix) (ft. Method Man) (2001)
- Nookie (Androids vs. Las Putas Remix) (2001)
- Nookie (Neptunes Remix) (2001)
- Eat You Alive (2003)
- Behind Blue Eyes (2003)
- The Truth (2005)
- Home Sweet Home / Bittersweet Symphony (2005)
- Gold Cobra (2011)
- Lightz (City of Angels) (2012)
- Ready To Go (ft. Lil Wayne) (2013)
- Endless Slaughter (2014)
- Dad Vibes (2022)
- Out If Style (2023)
- Turn It Up, Bitch (2024)